# Палата громад (Ірландія)

Герб Ірландії.

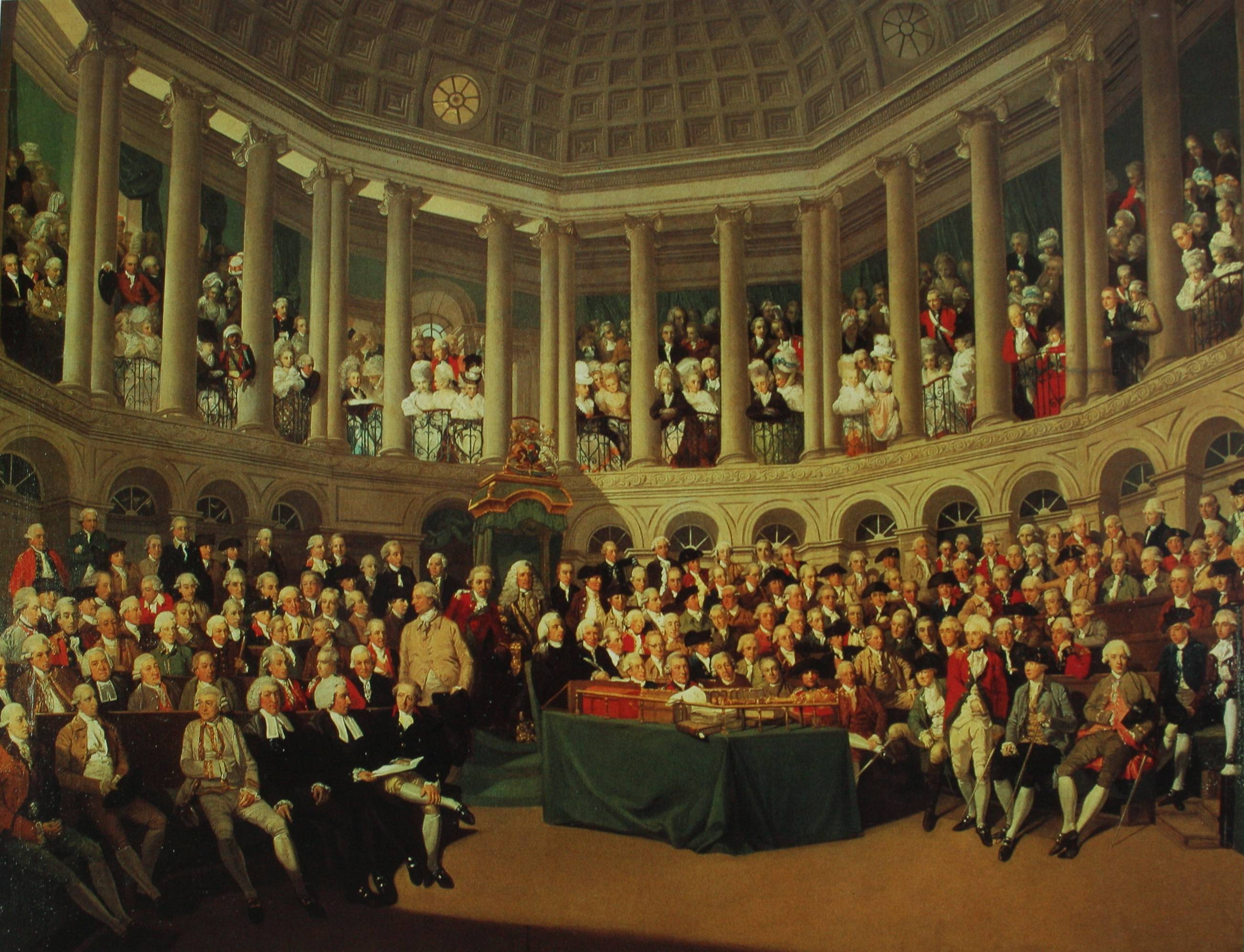
Засідання Палати громад парламенту Ірландії. Картина худ. Френсіса Вітлі. 1780 рік.

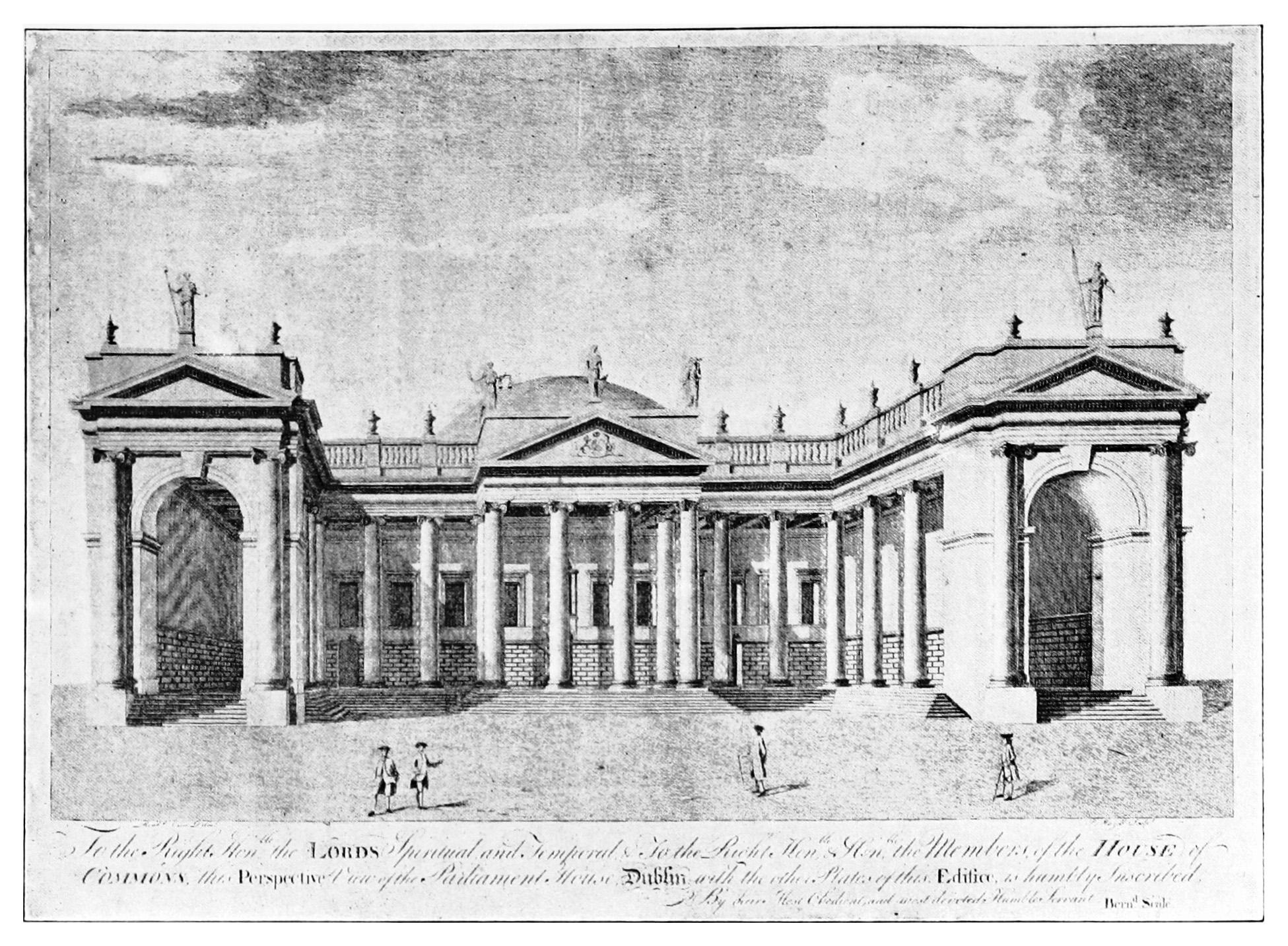
Малюнок передньої частини будинку парламенту Ірландії з куполом, вигляд з вулиці у XVIII столітті.

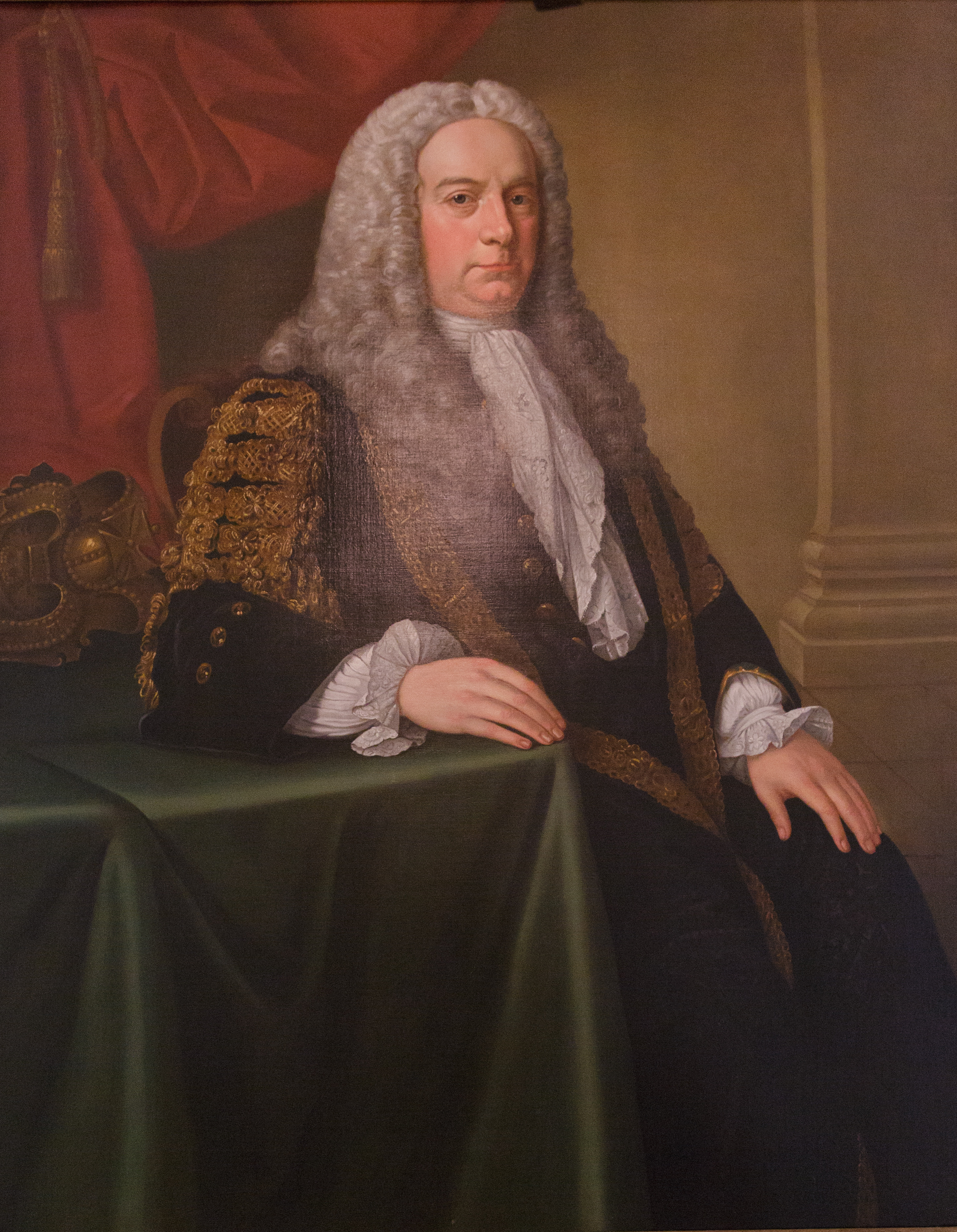
Генрі Бойл – спікер Палати громад у 1733 - 1756.

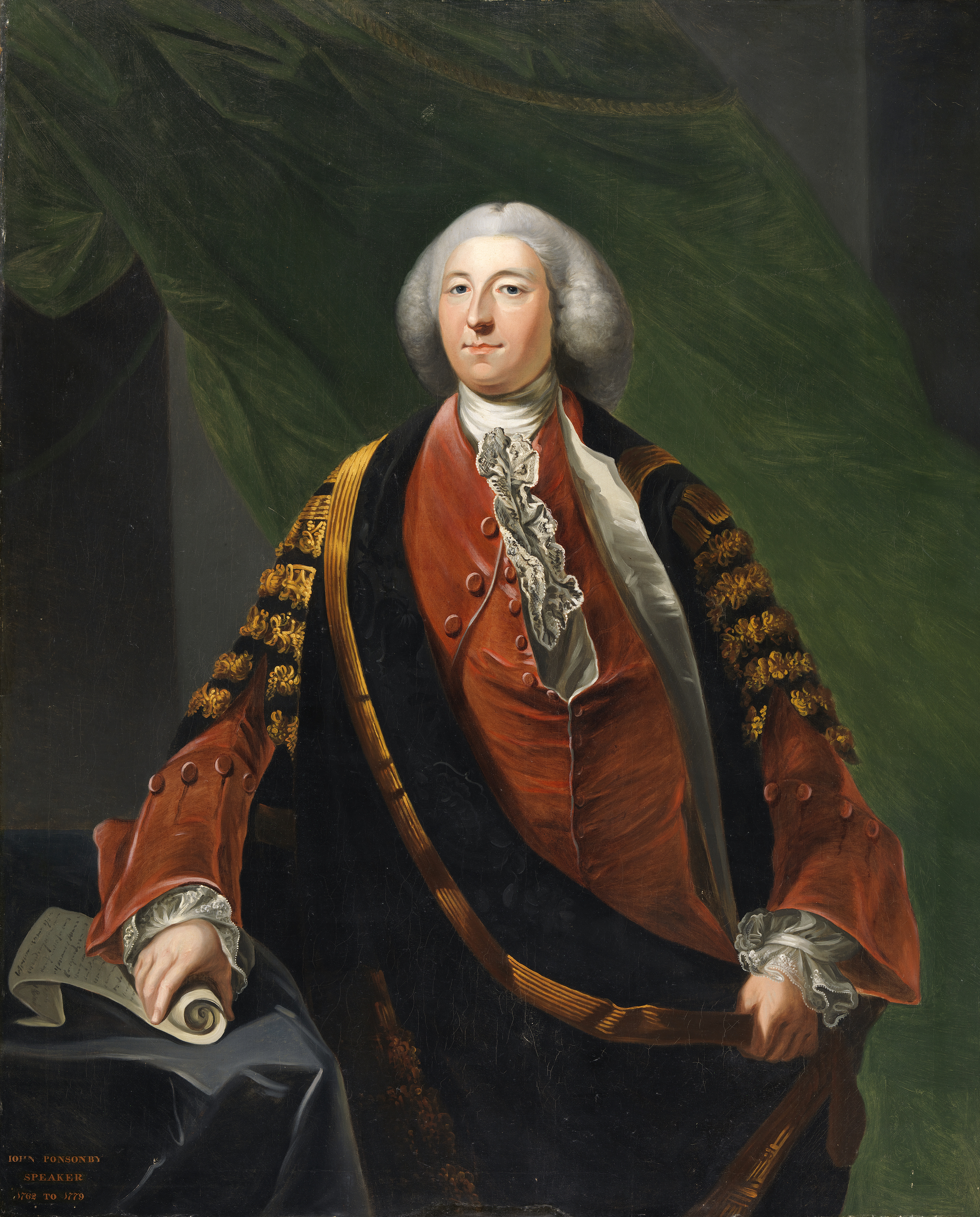
Джон Понсонбі – спікер Палати громад у 1756 – 1771 роках.

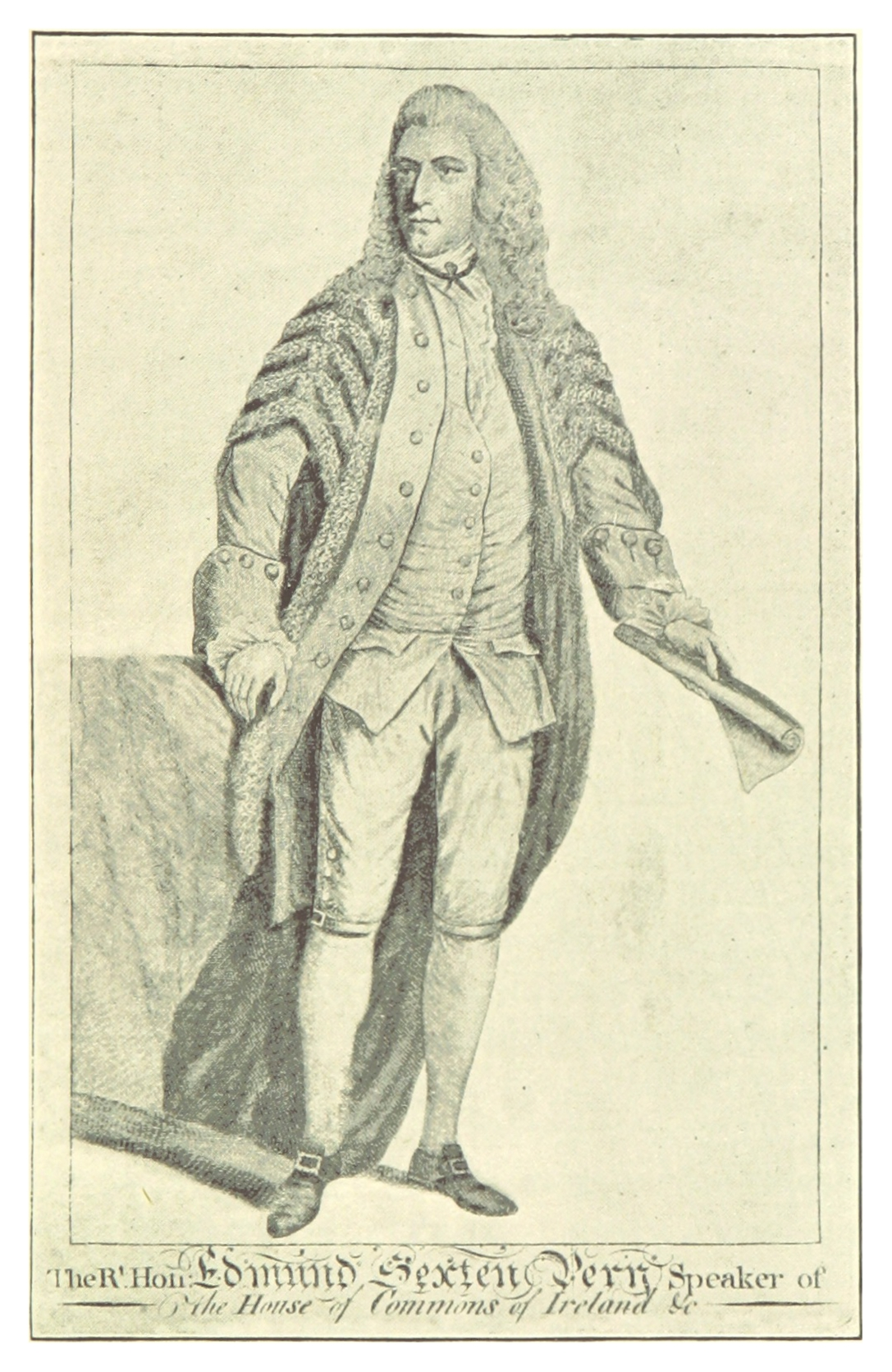
Едмунд Перрі – спікер Палати громад у 1771 – 1785 роках.

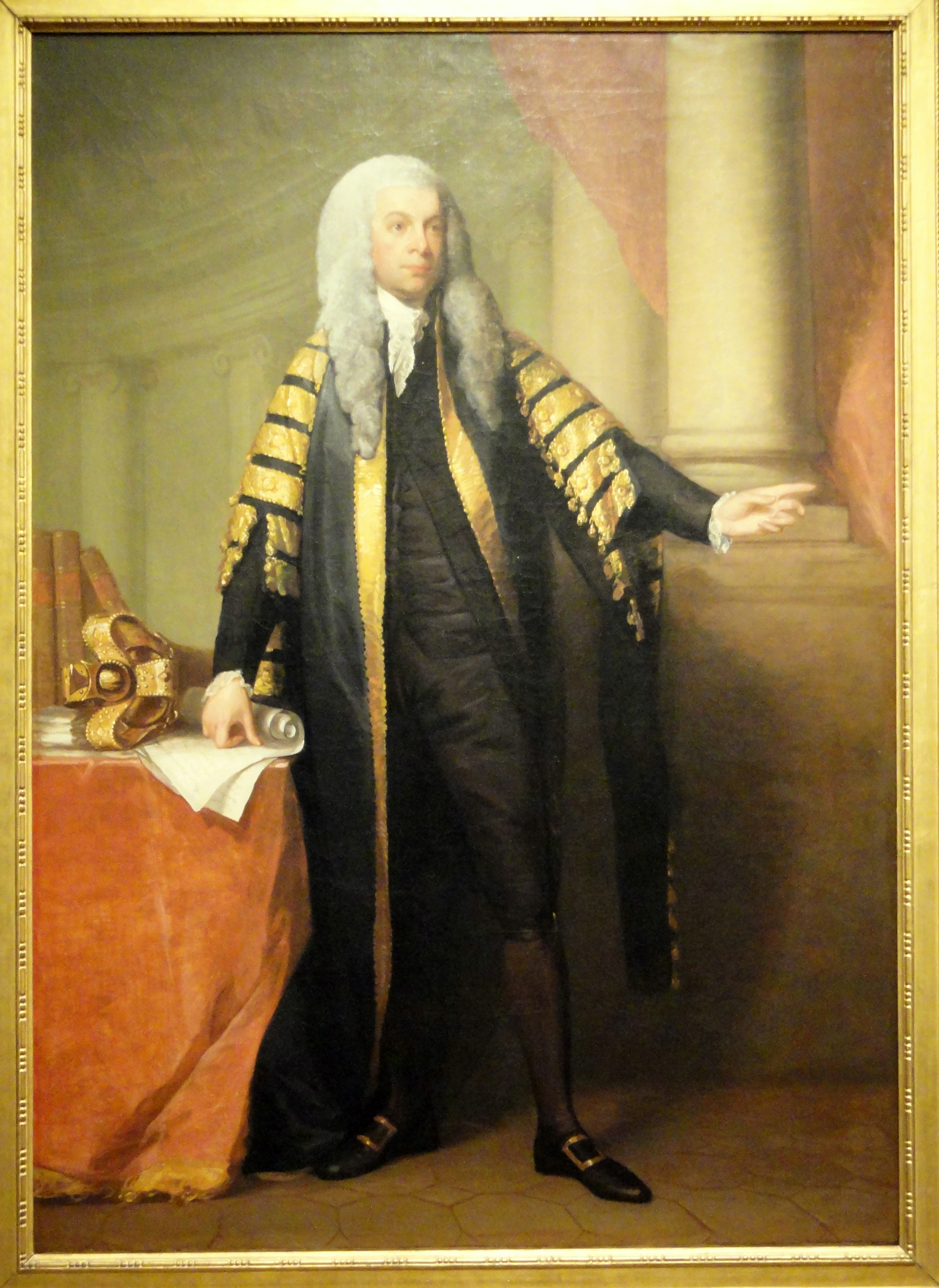
Джон Фостер – спікер Палати громад у 1785 – 1800 роках.

Палата громад парламенту Ірландії (англ. The Irish House of Commons) – нижня палата парламенту королівства Ірландія, а потім лордства Ірландія. Існувала у 1297 – 1800 роках. Верхньою палатою цього парламенту була Палата лордів. Палата громад обиралася прямим голосуванням, але на основі дуже обмеженого права голосу. По суті правом голосу і правом бути депутатами володіли англійські колоністи та їх нащадки (так звані «старі англійці», а потім і «нові англійці», а корінне населення Ірландії було практично позбавлене і права голосу і права бути депутатами). Права бути депутатом Палати громад з 1691 року були позбавлені католики, хоча вони становили більшість населення Ірландії. Ірландська виконавча влада, що була відома як адміністрація Дублінського замку і працювала під керівництвом лорд-лейтенанта Ірландії, була підзвітна не Палаті громад, а уряду Англії (потім Великої Британії). Але головний секретар Ірландії зазвичай був депутатом парламенту Ірландії. У Палаті громад роботу очолював спікер. 1 січна 1801 року Палата громад і парламент Ірландії в цілому припинили своє існування внаслідок прийняття Унії – Об’єднання Ірландії та Великої Британії в єдине королівство – Об’єднане Королівство Великої Британії та Ірландії зі створенням спільного парламенту.

## Право голосу
Голосувати за депутатів і бути депутатами Палати громад парламенту Ірландії мали право тільки чоловіки. У 1691 – 1800 роках католики були позбавлені як права голосу так і права бути депутатами. У цей період право бути депутатами мали тільки чоловіки протестантського англіканського віросповідання. Люди, що сповідали інші релігії (юдаїзм, іслам і т. д. чи були атеїстами) теж не могли бути депутатами. У графствах Ірландії право голосу мали тільки власники прибутків більше ніж 40 шилінгів, у виборчих округах право голосу мали тільки люди з виборчих корпорацій – дуже обмежена група людей. Більшість виборчих округ були «кишеньковими» - належали як приватна власність якомусь аристократу. У деяких округах право голосу мали тільки так звані потваллопери – голови родин, що володіли домом та вогнищем (буквально казанком та стіною). В інших округах право голосу мали фріхолдери – вільні власники землі. Тільки в окремих округах виборцями були фрімени – всі вільні люди. 

## Скасування
Палата громад була скасована відповідно до Акту Союзу 1800 року, який об’єднав Королівство Ірландія з Королівством Великої Британії, утворивши Об’єднане Королівство Великої Британії та Ірландії з 1 січня 1801 року. Ірландська палата громад засідала востаннє в Будинку парламенту в Дубліні 2 серпня 1800 року. Сто її депутатів було призначено або кооптовано до складу Палати громад Великої Британії, утворивши Палату громад Об’єднаного Королівства Великої Британії та Ірландії. Покровителям «кишенькових» виборчих округ, які були позбавлені виборчих прав відповідно до Акту Союзу, було присуджено 15 000 фунтів стерлінгів кожному в якості компенсації.

## Спікер Палати громад
Спікер палати громад парламенту Ірландії був головою палати та її найвищою посадовою особою. Ця посада мала значну владу та престиж, і за відсутності уряду, який обирався з Палати громад і відповідав перед нею, він був домінуючою політичною фігурою в парламенті. Останнім спікером Палати громад був Джон Фостер. Див. також статтю Спікер палати громад парламенту Ірландії. Детальніше: Список спікерів Палати громад парламенту Ірландії. 

## Виборчі округи
Кількість виборчих округ спочатку була невеликою (у 1603 році існувало лише 55 округ), але потім була подвоєна в часи королівської династії Стюартів (1603 – 1690). На час утворення Об’єднаного Королівства Великої Британії та Ірландії в 1800 році і скасування парламенту Ірландії було 150 виборчих округ, у кожному з яких обиралося по два депутати: 
- 32 виборчі округи графств;
- 8 повітових виборчих округ;
- 109 міських виборчих округ;
- виборча округа Дублінського університету.

Відповідно до Акту Унії 1801 року в Палаті громад Об’єднаного Королівства Великої Британії та Ірландії було 100 депутатів від Ірландії. Виборчі округи були адаптовані з округ Палати громад Ірландії таким чином: 
- 32 виборчі округи графств з двома депутатами в кожному;
- 2 окремі виборчі округи;
- міста Корк та Дублін, обидва з двома депутатами;
- 31 виборча округа по одному депутату;
- Дублінський університет, з одним депутатом.

| Виборча округа          | Тип         | Графство       | Створення | Право голосу            | Стан після Унії                  |
| ----------------------- | ----------- | -------------- | --------- | ----------------------- | -------------------------------- |
| Антрім                  | округа      | Антрім         | 1666      | Потваллопери            | скасовано                        |
| Антрім                  | графство    | Антрім         | 1570      | Фріхолдери              | 2 депутати                       |
| Арді                    | округа      | Лаут           | 1378      | Корпорація              | скасовано                        |
| Ардферт                 | округа      | Керрі          | 1639      | Корпорація              | скасовано                        |
| Ардс                    | графство    | Даун           | 1560      | Корпорація              | Раніше позбавлений виборчих прав |
| Арма                    | округа      | Арма           | 1613      | Корпорація              | 1 депутат                        |
| Арма                    | графство    | Арма           | 1585      | Фріхолдери              | 2 депутати                       |
| Аскетон                 | округа      | Лімерик        | 1613      | Корпорація              | скасовано                        |
| Атбой                   | округа      | Міт            | 1560      | Маєтки                  | скасовано                        |
| Атенрі                  | округа      | Голвей         | 1310      | Маєтки                  | скасовано                        |
| Атбой                   | округа      | Міт            | 1560      | Корпорація              | скасовано                        |
| Атлон                   | округа      | Вестміт        | 1606      | Корпорація              | 1 депутат                        |
| Аті                     | округа      | Кілдер         | 1560      | Корпорація              | скасовано                        |
| Огер                    | округа      | Тірон          | 1613      | Корпорація              | скасовано                        |
| Баллінакілл             | округа      | Квін           | 1612      | Корпорація              | скасовано                        |
| Баллішенон              | округа      | Донегол        | 1613      | Корпорація              | скасовано                        |
| Балтімор                | округа      | Корк           | 1613      | Потваллопери            | скасовано                        |
| Балтінгласс             | округа      | Віклоу         | 1664      | Корпорація              | скасовано                        |
| Банагер                 | округа      | Кінгс          | 1629      | Корпорація              | скасовано                        |
| Бандобрідж              | округа      | Корк           | 1613      | Корпорація              | 1 депутат                        |
| Бангор                  | округа      | Даун           | 1613      | Корпорація              | скасовано                        |
| Банноу                  | округа      | Вексфорд       | 1614      | Корпорація              | скасовано                        |
| Белфаст                 | округа      | Антрім         | 1613      | Корпорація              | 1 депутат                        |
| Белтурбет               | округа      | Каван          | 1613      | Корпорація              | скасовано                        |
| Блессінгтон             | округа      | Віклоу         | 1670      | Корпорація              | скасовано                        |
| Бойл                    | округа      | Роскомон       | 1613      | Корпорація              | скасовано                        |
| Каллан                  | округа      | Кілкенні       | 1585      | Корпорація              | скасовано                        |
| Картінгфорд             | округа      | Лаут           | 1310      | Корпорація              | скасовано                        |
| Карлоу                  | округа      | Карлоу         | 1613      | Корпорація              | 1 депутат                        |
| Карлоу                  | графство    | Карлоу         | 1297      | Фріхолдери              | 2 депутати                       |
| Каррік                  | округа      | Летрім         | 1613      | Корпорація              | скасовано                        |
| Каррікфергус            | округа      | Антрім         | 1326      | Фріхолдери              | 1 депутат                        |
| Керісфорт               | округа      | Віклоу         | 1629      | Корпорація              | скасовано                        |
| Кашел                   | округа      | Тіпперері      | 1585      | Корпорація              | 1 депутат                        |
| Кастелбар               | округа      | Мейо           | 1613      | Корпорація              | скасовано                        |
| Кастелмартір            | округа      | Корк           | 1676      | Корпорація              | скасовано                        |
| Каван                   | округа      | Каван          | 1610      | Корпорація              | скасовано                        |
| Каван                   | графство    | Каван          | 1579      | Фріхолдери              | 2 депутати                       |
| Харлемонт               | округа      | Арма           | 1613      | Корпорація              | скасовано                        |
| Чарлвіль                | округа      | Корк           | 1673      | Корпорація              | скасовано                        |
| Клер                    | графство    | Клер           | 1560      | Фріхолдери              | 2 депутати                       |
| Клогер                  | округа      | Тірон          | 1614      | Церковні                | скасовано                        |
| Клонакіті               | округа      | Корк           | 1613      | Корпорація              | скасовано                        |
| Клонмел                 | округа      | Тіпперері      | 1560      | Корпорація              | 1 депутат                        |
| Клонмайнес              | округа      | Вексфорд       | 1614      | Корпорація              | скасовано                        |
| Колерайн                | округа      | Деррі          | 1613      | Корпорація              | 1 депутат                        |
| Колерайн                | графство    | Деррі          | 1585      | Фріхолдери              | раніше скасовано                 |
| Коннахт                 | графство    | кілька графств | 1297      | Корпорація              | раніше скасовано                 |
| місто Корк              | округа      | Корк           | 1299      | Фріхолдери              | 2 депутати                       |
| Корк                    | графство    | Корк           | 1297      | Фріхолдери              | 2 депутати                       |
| Дінгл                   | округа      | Керрі          | 1585      | Корпорація              | скасовано                        |
| Донегол                 | округа      | Донегол        | 1613      | Корпорація              | скасовано                        |
| Донегол                 | графство    | Донегол        | 1585      | Фріхолдери              | 2 депутати                       |
| Донерейл                | округа      | Корк           | 1640      | Маєтки                  | скасовано                        |
| Даун                    | графство    | Даун           | 1570      | Фріхолдери              | 2 депутати                       |
| Даунпатрік              | округа      | Даун           | 1586      | Потваллопери            | 1 депутат                        |
| Дрогеда                 | округа      | Лаут           | 1299      | Фріхолдери              | 1 депутат                        |
| місто Дублін            | округа      | Дублін         | 1297      | Фріхолдери              | 2 депутати                       |
| Дублін                  | графство    | Дублін         | 1297      | Фріхолдери              | 2 депутати                       |
| Дублінський університет | університет | Дублін         | 1603      | Випускники університету | 1 депутат                        |
| Дулік                   | округа      | Міт            | 1614      | Корпорація              | скасовано                        |
| Дундалк                 | округа      | Лаут           | 1560      | Корпорація              | 1 депутат                        |
| Данганнон               | округа      | Тірон          | 1612      | Корпорація              | 1 депутат                        |
| Дангарван               | округа      | Вотерфорд      | 1560      | Потваллопери            | 1 депутат                        |
| Данлір                  | округа      | Лаут           | 1679      | Корпорація              | скасовано                        |
| Енніс                   | округа      | Клер           | 1613      | Корпорація              | 1 депутат                        |
| Енніскорті              | округа      | Вексфорд       | 1613      | Корпорація              | скасовано                        |
| Енніскіллен             | округа      | Фермана        | 1613      | Корпорація              | 1 депутат                        |
| Фермана                 | графство    | Фермана        | 1585      | Фріхолдери              | 2 депутати                       |
| Фернс                   | округа      | Вексфорд       | 1579      | Фріхолдери              | раніше скасовано                 |
| Фетард                  | округа      | Тіпперері      | 1613      | Корпорація              | скасовано                        |
| Фетард                  | округа      | Вексфорд       | 1613      | Корпорація              | скасовано                        |
| Фор                     | округа      | Вестміт        | 1614      | Корпорація              | скасовано                        |
| Голвей                  | округа      | Голвей         | 1560      | Фрімени                 | 1 депутат                        |
| Голвей                  | графство    | Голвей         | 1579      | Фріхолдери              | 2 депутати                       |
| Горей                   | округа      | Вексфорд       | 1620      | Корпорація              | скасовано                        |
| Говран                  | округа      | Кілкенні       | 1608      | Корпорація              | скасовано                        |
| Гранард                 | округа      | Лонгфорд       | 1679      | Маєтки                  | скасовано                        |
| Гаррістаун              | округа      | Кілдер         | 1584      | Корпорація              | скасовано                        |
| Гіллсборо               | округа      | Даун           | 1662      | Корпорація              | скасовано                        |
| Інстіодж                | округа      | Кілкенні       | 1585      | Корпорація              | скасовано                        |
| Джеймстаун              | округа      | Лейтрім        | 1622      | Корпорація              | скасовано                        |
| Келлс                   | округа      | Міт            | 1560      | Корпорація              | скасовано                        |
| Керрі                   | графство    | Керрі          | 1297      | Фріхолдери              | 2 депутати                       |
| Кілбегган               | округа      | Вестміт        | 1613      | Корпорація              | скасовано                        |
| Кілдер                  | округа      | Кілдер         | 1560      | Корпорація              | скасовано                        |
| Кілдер                  | графство    | Кілдер         | 1297      | Фріхолдери              | 2 депутати                       |
| місто Кілкенні          | округа      | Кілкенні       | 1299      | Фріхолдери              | 1 депутат                        |
| Кілкенні                | графство    | Кілкенні       | 1297      | Фріхолдери              | 2 депутати                       |
| Кіллібегс               | округа      | Донегол        | 1616      | Корпорація              | скасовано                        |
| Кіллітег                | округа      | Даун           | 1613      | Корпорація              | скасовано                        |
| Кілмаллок               | округа      | Лімерик        | 1560      | Корпорація              | скасовано                        |
| Кінгс                   | графство    | Кінгс          | 1556      | Фріхолдери              | 2 депутати                       |
| Кінсейл                 | округа      | Корк           | 1334      | Корпорація              | 1 депутат                        |
| Ноктофер                | округа      | Кілкенні       | 1665      | Потваллопери            | скасовано                        |
| Ланесборо               | округа      | Лонгфорд       | 1642      | Корпорація              | скасовано                        |
| Лейтрім                 | графство    | Лейтрім        | 1583      | Фріхолдери              | 2 депутати                       |
| Ліффорд                 | округа      | Донегол        | 1613      | Корпорація              | скасовано                        |
| місто Лімерик           | округа      | Лімерик        | 1299      | Фріхолдери та фрімени   | 1 депутат                        |
| Лімерик                 | графство    | Лімерик        | 1297      | Фріхолдери              | 2 депутати                       |
| Лісберн                 | округа      | Антрім         | 1661      | Потваллопери            | 1 депутат                        |
| Лісмор                  | округа      | Вотерфорд      | 1613      | Маєтки                  | скасовано                        |
| місто Деррі             | округа      | Деррі          | 1613      | Корпорація              | 1 депутат                        |
| Деррі                   | графство    | Деррі          | 1613      | Фріхолдери              | 2 депутати                       |
| Лонгфорд                | округа      | Лонгфорд       | 1669      | Корпорація              | скасовано                        |
| Лонгфорд                | графство    | Лонгфорд       | 1571      | Фріхолдери              | 2 депутати                       |
| Лаут                    | графство    | Лаут           | 1297      | Фріхолдери              | 2 депутати                       |
| Меллоу                  | округа      | Корк           | 1613      | Маєтки                  | 1 депутат                        |
| Меріборо                | округа      | Квін           | 1571      | Корпорація              | скасовано                        |
| Мейо                    | графство    | Мейо           | 1579      | Фріхолдери              | 2 депутати                       |
| Міт                     | графство    | Міт            | 1297      | Фріхолдери              | 2 депутати                       |
| Мідлетон                | округа      | Корк           | 1671      | Корпорація              | скасовано                        |
| Монаган                 | округа      | Монаган        | 1         | Корпорація              | скасовано                        |
| Монаган                 | графство    | Монаган        | 1585      | Фріхолдери              | 2 депутати                       |
| Маллінгар               | округа      | Вестміт        | 1560      | Маєтки                  | скасовано                        |
| Наас                    | округа      | Кілдер         | 1560      | Корпорація              | скасовано                        |
| Наван                   | округа      | Міт            | 1469      | Корпорація              | скасовано                        |
| Нью-Росс                | округа      | Вексфорд       | 1560      | Корпорація              | 1 депутат                        |
| Ньюкастл                | округа      | Дублін         | 1613      | Корпорація              | скасовано                        |
| Ньюрі                   | округа      | Даун           | 1613      | Потваллопери            | 1 депутат                        |
| Ньютан Лімаведі         | округа      | Деррі          | 1613      | Корпорація              | скасовано                        |
| Ньютаунардс             | округа      | Даун           | 1613      | Корпорація              | скасовано                        |
| Олд-Леглін              | округа      | Карлоу         | 1614      | Церковні                | скасовано                        |
| Філіпстаун              | округа      | Кінгс          | 1571      | Корпорація              | скасовано                        |
| Портарлінгтон           | округа      | Квін           | 1668      | Корпорація              | 1 депутат                        |
| Квін                    | графство    | Квін           | 1556      | Фріхолдери              | 2 депутати                       |
| Рендалтаун              | округа      | Антрім         | 1683      | Фрімени                 | скасовано                        |
| Раткормак               | округа      | Корк           | 1614      | Потваллопери            | скасовано                        |
| Ратоах                  | округа      | Міт            | 1614      | Маєтки                  | скасовано                        |
| Роскоммон               | графство    | Роскоммон      | 1297      | Фріхолдери              | 2 депутати                       |
| Роскоммон               | округа      | Роскоммон      | 1613      | Корпорація              | скасовано                        |
| Сент-Канайс             | округа      | Кілкенні       | 1614      | Корпорація              | скасовано                        |
| Сент-Джонстаун          | округа      | Донегол        | 1618      | Корпорація              | скасовано                        |
| Сент-Джонстаун          | округа      | Лонгфорд       | 1628      | Корпорація              | скасовано                        |
| Слайго                  | округа      | Слайго         | 1613      | Корпорація              | 1 депутат                        |
| Слайго                  | графство    | Слайго         | 1579      | Фріхолдери              | 2 депутати                       |
| Стрейбейн               | округа      | Тірон          | 1613      | Корпорація              | скасовано                        |
| Свордс                  | округа      | Дублін         | 1585      | Потваллопери            | скасовано                        |
| Тагмон                  | округа      | Вексфорд       | 1614      | Корпорація              | скасовано                        |
| Таллоу                  | округа      | Вотерфорд      | 1613      | Потваллопери            | скасовано                        |
| Томастаун               | округа      | Кілкенні       | 1541      | Корпорація              | скасовано                        |
| Тіпперері               | графство    | Тіпперері      | 1297      | Фріхолдери              | 2 депутати                       |
| Кросс Тіпперері         | округа      | Тіпперері      | 1585      | Фріхолдери              | раніше скасовано                 |
| Тралі                   | округа      | Керрі          | 1613      | Корпорація              | 1 депутат                        |
| Трім                    | округа      | Міт            | 1560      | Корпорація              | скасовано                        |
| Туам                    | округа      | Голвей         | 1613      | Корпорація              | скасовано                        |
| Талск                   | округа      | Роскоммон      | 1663      | Корпорація              | скасовано                        |
| Тірон                   | графство    | Тірон          | 1585      | Фріхолдери              | 2 депутати                       |
| Вільна Ольстеру         | графство    | кілька графств | 1585      | Фріхолдери              | 2 депутати                       |
| місто Вотерфорд         | округа      | Вотерфорд      | 1299      | Фрімени                 | 1 депутат                        |
| Вотерфорд               | графство    | Вотерфорд      | 1297      | Фріхолдери              | 2 депутати                       |
| Вестміт                 | графство    | Вестміт        | 1543      | Фріхолдери              | 2 депутати                       |
| Вексфорд                | округа      | Вексфорд       | 1560      | Фрімени                 | 1 депутат                        |
| Вексфорд                | графство    | Вексфорд       | 1297      | Фріхолдери              | 2 депутати                       |
| Віклоу                  | округа      | Віклоу         | 1613      | Корпорація              | скасовано                        |
| Віклоу                  | графство    | Віклоу         | 1577      | Фріхолдери              | 2 депутати                       |
| Югал                    | округа      | Корк           | 1374      | Корпорація та фрімени   | 1 депутат                        |

## Відставка депутатів
До 1793 року депутати не могли відмовитись від своїх місць в Палаті громад. Вони могли припинити своє депутатство внаслідок чоритьох причин:
- смерть
- вигнання
- прийняття сану священика
- отримання перства і місця в Палаті лордів

У 1793 році було прийнято способи відставки та відкликання депутатів. Також отримання певних державних посад автоматично припиняло депутатство в палаті громад. 

## Відомі люди, що були депутатами Палати громад
- Генрі Ґраттан – продовжив роботу в якості депутата Палати громад Об’єднаного Королівства Великої Британії та Ірландії
- Бойл Рош - «батько» ірландських биків
- Артур Веллслі – пізніше став герцогом Веллінгтоном, переміг Наполеона I під Ватерлоо та обіймав посаду прем’єр-міністра Об’єднаного Королівства Великої Британії та Ірланддії. Він представляв свій сімейний район Трім, графство Міт у 1790 – 1798 роках.
- Вільям Коноллі - колишній спікер Палати громад, відомий не лише своєю роллю в парламенті, але й великим багатством, яке дозволило йому побудувати один із найкращих георгіанських будинків Ірландії – Кастелтаун-Хаус.
- Натаніель Клементс – урядовий і казначейський чиновник, керував великими фінансовими операціями в 1720 – 1777 роках від імені уряду, де-факто міністр фінансів у 1740 – 1777 роках, великий власник нерухомості та забудовник. Мав значний вплив на архітектуру георгіанського Дубліна та ірландського Палладіанського заміського будинку.
- Джон Філпот Каррен – відомий оратор, автор вислдовлювання: «Вічна пильність — ціна свободи».